# 駅三駅
駅三（センターフィールド）駅（ヨッサムえき）は、大韓民国ソウル特別市江南区駅三洞にあるソウル交通公社2号線の駅。駅番号は221。

## 歴史
- 1982年12月23日 - ソウル特別市地下鉄公社2号線（当時）の駅として開業。
- 2005年1月1日 - ソウル特別市地下鉄公社がソウルメトロに改称。
- 2017年5月31日 - ソウルメトロとソウル特別市都市鉄道公社が統合され、ソウル交通公社の駅となる。
- 2022年 - 副駅名「センターフィールド」（朝鮮語: 센터필드）が追加される[1]。

## 駅構造

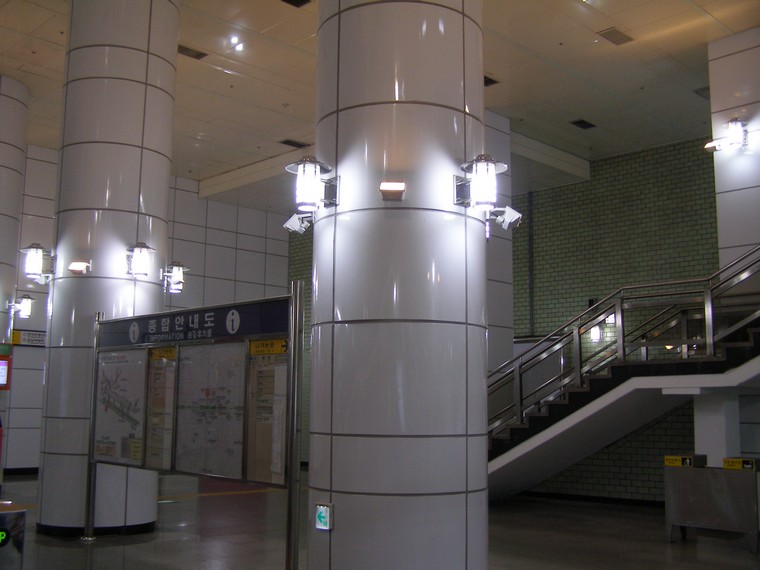
コンコース階（2008年1月12日）

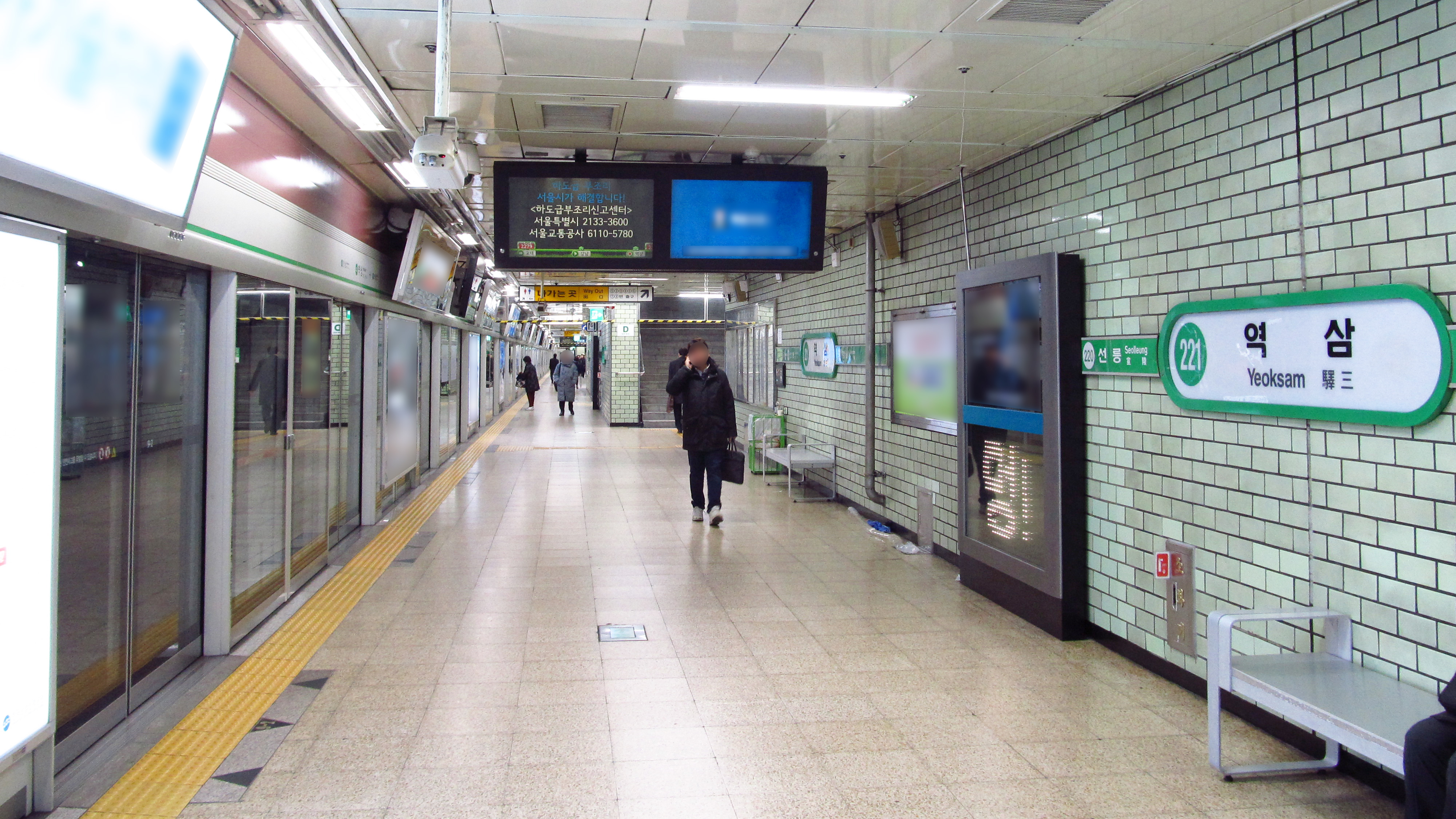
外回りホーム（2018年11月21日）

ホーム階は地下3階にある。相対式ホーム2面2線を有する地下駅で、フルスクリーンタイプのホームドアが設置されている。
改札階は地下2階にある。改札口は2ヶ所あるが、両方とも内回り・外回りホーム別々に設置されており、改札内でのホーム間の移動はできない。化粧室は改札外にある。
エレベーター完備。出入口は1番から8番までの計8ヶ所ある。

### のりば
案内上ののりば番号は設定されていない。
| 内回り | 2号線 | 江南・教大・舎堂・ソウル大入口方面 |
| 外回り | 2号線 | 宣陵・蚕室・建大入口・聖水方面     |

## 利用状況
近年の一日平均利用人員推移は下記のとおり。
| 路線  | 路線     | 2000年  | 2001年  | 2002年  | 2003年  | 2004年  | 2005年 | 2006年 | 2007年  | 2008年  | 2009年  | 出典  |
| ----- | -------- | ------- | ------- | ------- | ------- | ------- | ------ | ------ | ------- | ------- | ------- | ----- |
| 2号線 | 乗車人員 | 41,310  | 42,445  | 46,698  | 48,352  | 48,681  | 46,542 | 46,095 | 47,938  | 49,061  | 47,738  | [ 2 ] |
| 2号線 | 降車人員 | 45,577  | 47,076  | 51,820  | 53,574  | 53,870  | 51,576 | 51,107 | 53,310  | 54,845  | 52,544  | [ 2 ] |
| 2号線 | 乗降人員 | 86,887  | 89,521  | 98,518  | 101,925 | 102,551 | 98,119 | 97,202 | 101,248 | 103,906 | 100,282 | [ 2 ] |
| 路線  | 路線     | 2010年  | 2011年  | 2012年  | 2013年  | 2014年  | 2015年 |        |         |         |         | [ 2 ] |
| 2号線 | 乗車人員 | 47,664  | 48,271  | 47,465  | 46,993  | 46,303  | 45,961 |        |         |         |         | [ 2 ] |
| 2号線 | 降車人員 | 52,559  | 53,496  | 52,762  | 52,265  | 51,465  | 50,947 |        |         |         |         | [ 2 ] |
| 2号線 | 乗降人員 | 100,223 | 101,767 | 100,227 | 99,258  | 97,768  | 96,908 |        |         |         |         | [ 2 ] |

## 駅周辺
- 金融決済院（朝鮮語版）
- 大韓社会福祉会
- 韓国銀行江南本部
- 駅三税務署
- ハンソルビル
- 駅三1洞郵便局
- 特許庁ソウル事務所
- 国技院 教育文化アカデミー
- 駅三1洞住民センター
- 車病院
- GS江南タワー
- LGアートセンター
- 忠峴福祉館
- ソウル信用保証財団
- 江南ファイナンスセンター（旧.スタータワー）
- ルネッサンスホテル
- Fantagio本社

## 隣の駅
ソウル交通公社
 2号線
宣陵駅 (220) - 駅三駅 (221) - 江南駅 (222)